# Gorontalo Utara
Gorontalo Utara (deutsch Nordgorontalo) ist ein Regierungsbezirk (Kabupaten) auf der indonesischen Insel Sulawesi. Der Bezirk ist Teil der Provinz Gorontalo und hat Kwandang als Verwaltungssitz.

## Geographie
Gorontalo Utara ist der kleinste der 5 Kabupaten der Provinz. Er hat einen Flächenanteil von 14,17 Prozent.

### Lage und Ausdehnung
Der langgezogene Bezirk erstreckt sich über ca. 140 km Länge in west-östlicher Richtung im nördlichen Teil der Provinz Gorontalo und grenzt im Westen an die Provinz Sulawesi Tengah (Kab. Buol) und im Osten an die Provinz Sulawesi Utara (Kab. Bolaang Mongondow Utara). Im Süden liegen die folgenden Kabupaten als Nachbarn, beginnend im Westen in östlicher Richtung: Pohuwato, Boalemo, Gorontalo sowie Bone Bolango. Schließlich bildet die Küste der Celebessee im Norden eine natürliche Grenze.
Der Bezirk belegt Höhen zwischen dem Meeresspiegel und über 2000 Metern (2061 m im Kec. Sumalata Timur). Zu Gorontalo gehören 55 Inseln, von denen die meisten in den Distrikten Anggrek (16) und Kwandung (19) liegen. Die Hälfte der Dörfer (61) und alle Kecamatan haben Zugang zum Meer.

### Grenzpunkte
Gorontalo Utara liegt nördlich des Äquators und hat folgende äußere Grenzpunkte:
| Richtung | Kode            | Kec.         | Desa                   | Koordinaten         |
| -------- | --------------- | ------------ | ---------------------- | ------------------- |
| N        | 75.05.05.200200 | Tolinggula   | Tolinggula Pantai a)00 | 01°03′20,33″ s. Br. |
| O        | 75.05.01.2017   | Atinggola    | Tombulilato            | 123°16′27,80″ ö. L. |
| S        | 75.05.02.2011   | Kwandang     | Gualemo                | 00°41′30,17″ s. Br. |
| W        | 75.05.05.2011   | Tolinggula00 | Cempaka Putih          | 121°58′55,29″ ö. L. |

## Verwaltungsgliederung
Der Bezirk Gorontalo Utara besteht seit 2011 aus elf Distrikten (indonesisch Kecamatan) mit 123 Dörfern (indonesisch Desa). Diese bestehen aus 441 Dusun (Weiler ?), wobei jedes Dorf aus 2 bis 8 Dusun besteht.

Die Lage der Kecamatan im Kabupaten

| Code 1)  | Kecamatan Distrikt   | Ibukota Verwaltungssitz | Fläche (km²) | Einw. Zensus 2010 2) | Volkszählung 2020 3) | Volkszählung 2020 3) | Volkszählung 2020 3) | Anzahl der Desa |
| Code 1)  | Kecamatan Distrikt   | Ibukota Verwaltungssitz | Fläche (km²) | Einw. Zensus 2010 2) | Einw. 3)             | 0Dichte 4)0          | Sex Ratio 5)         | Anzahl der Desa |
| -------- | -------------------- | ----------------------- | ------------ | -------------------- | -------------------- | -------------------- | -------------------- | --------------- |
| 75.05.01 | Atinggola            | Kotajin                 | 265,55       | 10.299               | 12.121               | 45,6                 | 104,64               | 14              |
| 75.05.02 | Kwandang             | Titidu                  | 190,75       | 35.965               | 28.792               | 150,9                | 101,88               | 18              |
| 75.05.03 | Anggrek              | Ilangata                | 141,51       | 20.230               | 17.718               | 125,2                | 110,15               | 15              |
| 75.05.04 | Sumalata             | Bulontio Barat          | 305,59       | 16.038               | 11.428               | 37,4                 | 106,21               | 11              |
| 75.05.05 | Tolinggula           | Tolinggula Tengah       | 213,89       | 13.629               | 10.687               | 50,0                 | 104,54               | 10              |
| 75.05.06 | Gentuma Raya         | Gentuma                 | 100,34       | 7.972                | 10.003               | 99,7                 | 104,10               | 11              |
| 75.05.07 | Tomilito             | Dambalo                 | 99,31        | –                    | 9.708                | 97,8                 | 104,77               | 10              |
| 75.05.08 | Ponelo Kepulauan00   | Ponelo                  | 7,83         | –                    | 4.110                | 524,9                | 101,08               | 4               |
| 75.05.09 | Monano               | Mokonowu                | 144,02       | –                    | 7.117                | 49,4                 | 101,44               | 10              |
| 75.05.10 | Biau                 | Biau                    | 111,69       | –                    | 5.611                | 50,2                 | 102,56               | 10              |
| 75.05.11 | Sumalata Timur       | Buladu                  | 197,55       | –                    | 7.662                | 38,8                 | 103,34               | 10              |
| 75.05    | Kab. Gorontalo Utara | Kab. Gorontalo Utara    | 1.777,02     | 104.133              | 124.957              | 70,3                 | 104,38               | 123             |

## Geschichte

### Verwaltungsgeschichte
Der Bezirk entstand Anfang ses Jahres 2007 durch Ausgliederung von 5 Kecamatan aus dem damals zweitgrößten Kabupaten Gorontalo. Diese Kecamatan wurden später geteilt, so dass insgesamt sechs neue Kecamatan entstanden:
- Kec. Gentuma Raya gebildet aus Teilen des Kec. Atinggola (Regionalverordnung PERDA=Peraturan Dearah Kabupaten Gorontalo Utara Nomor 23 Tahun 2008),
- Kec. Tomilito gebildet aus Teilen des Kec. Kwandang ([5])
- Kec. Ponelo Kepulauan gebildet aus Insel-Teilen des Kec. Kwandang ([6]),
- Kec. Monano gebildet aus Teilen des Kec. Angggerek ([7]),
- Kec. Biau gebildet aus Teilen des Kec. Tolinggula ([8]),
- Kec. Sumalata Timur gebildet aus Teilen des Kec. Sumalata([9]).

## Demographie
Neben indonesisch als Amtssprache wird im Bezirk hauptsächlich die Gorontali-Sprache gesprochen, daneben in der Mitte des Bezirks auch Minahasa.
Gorontalo Utara ist der bevölkerungsärmste Verwaltungsbezirk mit anteilig 10,55 Prozent. Mit der Bevölkerungsdichte von 77,5 Einw. je km² liegt Gorontalo Utara vor Pohuwato auf dem vorletzten Platz. Provinzwert ist 104,0 (Angaben von 2024).

### Durchschnittswerte der administrativen Einheiten

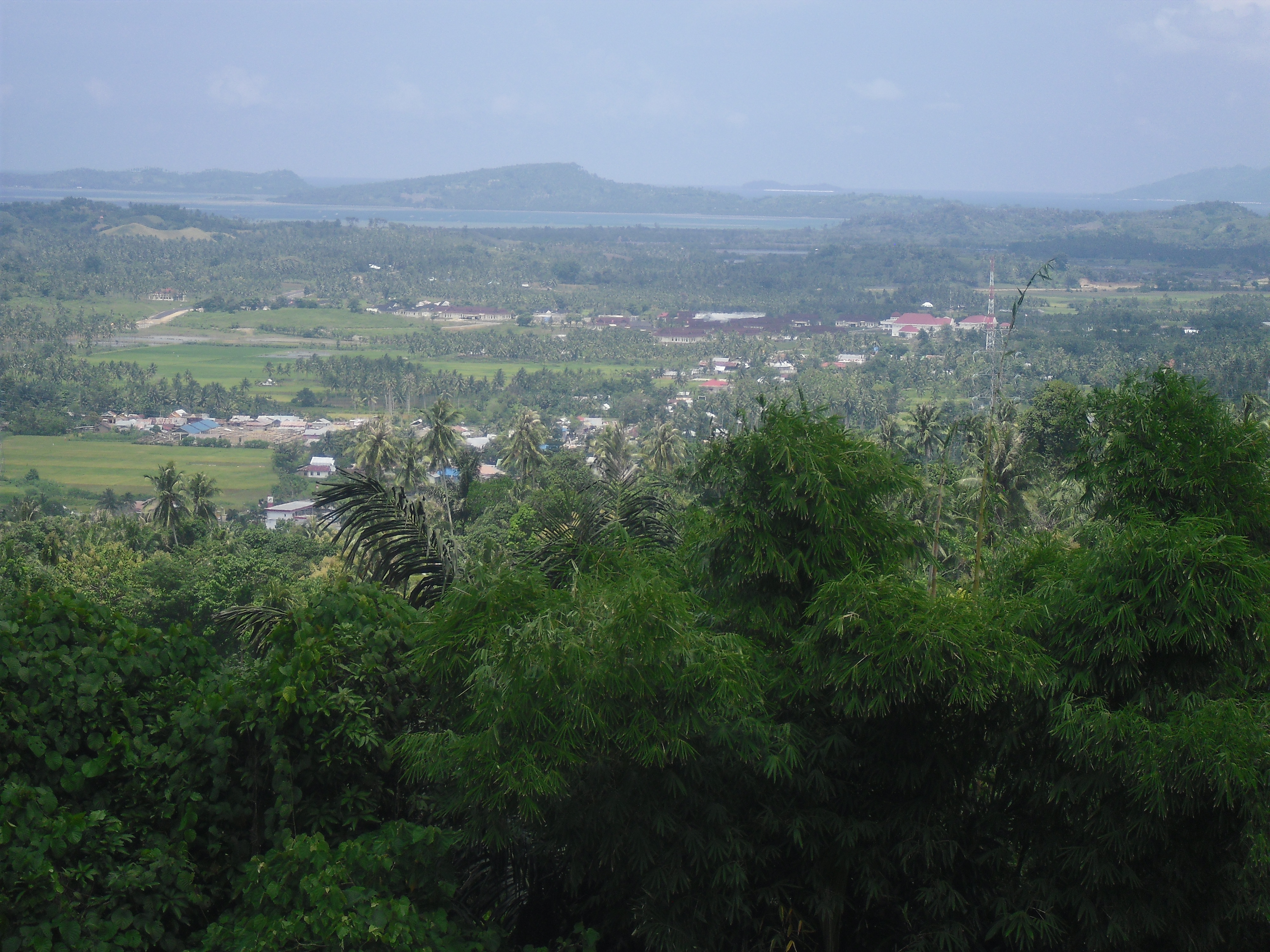
Tugu, Gorontalo Utara

Für das Jahr 2024 wurden folgende Durchschnittswerte für Einwohnerzahl und Fläche (km²) für die Kecamatan und die Kelurahan ermittelt.
|                 | Kab. Gorontalo Utara0 | Kab. Gorontalo Utara0 | Prov. Gorontalo0 | Prov. Gorontalo0 |
| Einw.           | Fläche                | Einw.                 | Fläche           |                  |
| --------------- | --------------------- | --------------------- | ---------------- | ---------------- |
| Pro Kecamatan   | 11.999                | 154,88                | 16.246           | 156,17           |
| Pro Kelurahan00 | 01.073                | 013,85                | 01.716           | 016,50           |

### Soziale Daten 2020

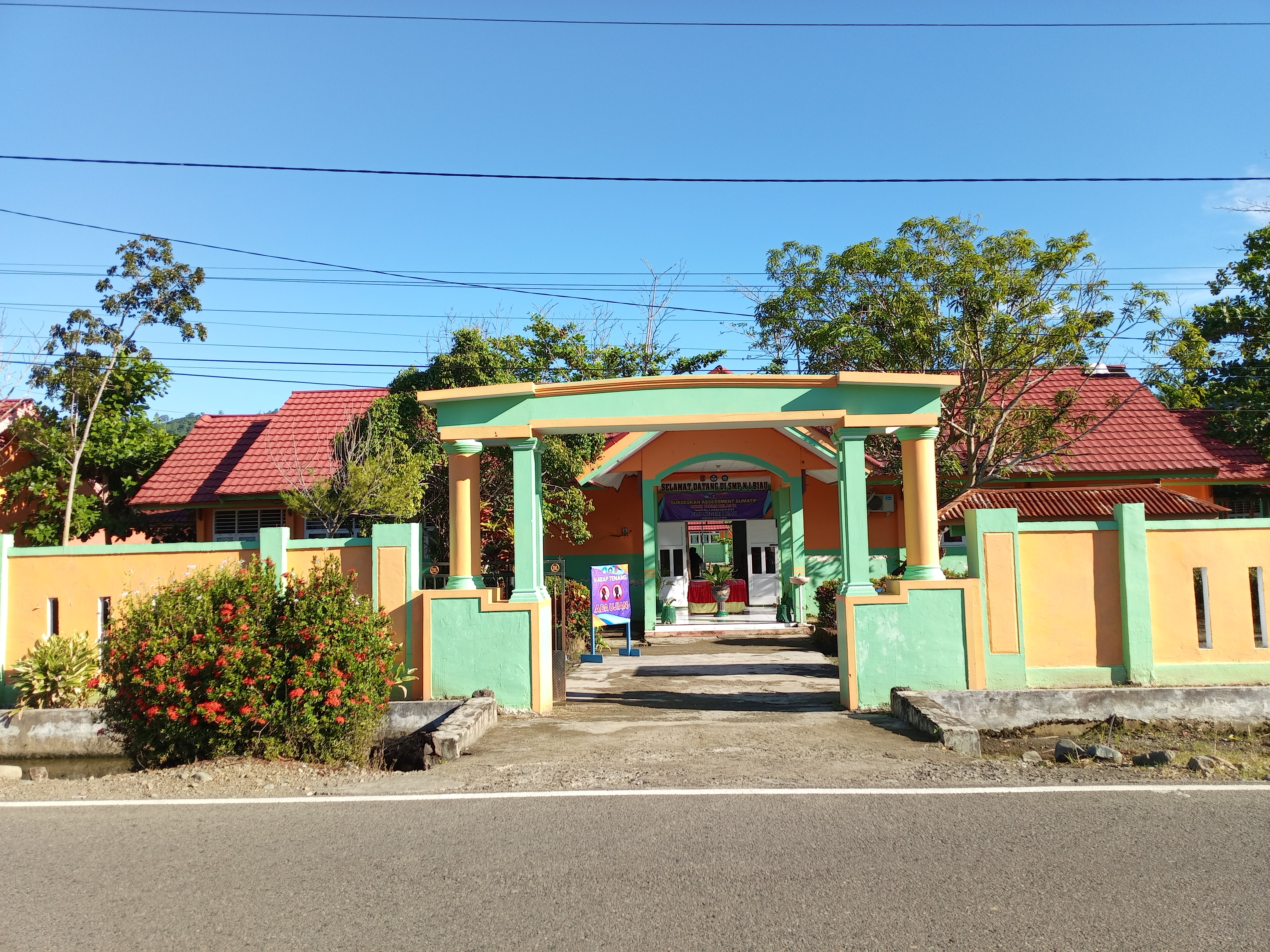
Schulgebäude in Biau

| Merkmal                                                             | Kab. Gorontalo Utara | 0Prov. Gorontalo0 |
| ------------------------------------------------------------------- | -------------------- | ----------------- |
| Bevölkerung unterhalb der Armutsgrenze (Tsd.)00                     | 19,560               | 185,020           |
| Anteil der „armen Bevölkerung“ (indonesisch Penduduk miskin) (%)000 | 16,880               | 15,220            |
| Arbeitslosenrate (%)                                                | 5,210                | 4,280             |
| Lebenserwartung bei der Geburt (Jahre)                              | 65,870               | 68,070            |
| HDI-Index                                                           | 64,860               | 68,680            |
| Analphabetenrate (in %, 15+ J.)                                     | 2,200                | 1,250             |
| Anteil der Altersgruppen                                            | 0Real0               | 00.Prozentual0    |
| Kinder (<15 J.)                                                     | 31.9040              | 25,53             |
| arbeitsfähige Bevölkerung (15–64 J.)                                | 86.6670              | 69,36             |
| Rentner und Pensionäre (>65 J.)                                     | 6.3860               | 05,11             |

### Religion und Bevölkerungsverteilung
| Religion       | Gläubige  | Anteil (%) | Gebäude    | Anteil 2024 |
| -------------- | --------- | ---------- | ---------- | ----------- |
| Muslime        | 119.289 9 | 96,01      | 241+37 10) | 97,21       |
| Christen insg. | 4.951 11  | 3,98       | 37         | 2,78        |
| Davon:         |           |            |            |             |
| Protestanten   | 4.929     | ~ 99,6     | 36         | ~ 97,4      |
| Katholiken     | 22        | ~ 0,4      | 1          | ~ 2,6       |
|                |           |            |            |             |
| Buddhisten     | 6         | <0,01      | –          | 0 ,01       |

| Jahr | Gesamt- Bevölkerung | Männer | %     | Frauen | %     | Sex Ratio [M*100/F] 5) |
| ---- | ------------------- | ------ | ----- | ------ | ----- | ---------------------- |
| 2016 | 123.830             | 63.184 | 51,02 | 60.646 | 48,98 | 104,18                 |
| 2017 | 126.282             | 64.396 | 50,99 | 61.886 | 49,01 | 104,06                 |
| 2018 | 128.599             | 65.664 | 51,06 | 62.935 | 48,94 | 104,34                 |
| 2019 | 125.768             | 64.120 | 50,98 | 61.648 | 49,02 | 104,01                 |
| 2020 | 126.238             | 64.329 | 50,96 | 61.909 | 49,04 | 103,91                 |
| 2021 | 125.816             | 64.043 | 50,90 | 61.773 | 49,10 | 103,67                 |
| 2022 | 127.580             | 64.950 | 50,91 | 62.630 | 49,09 | 103,70                 |
| 2023 | 130.400             | 66.420 | 50,94 | 63.980 | 49,06 | 103,81                 |
| 2024 | 131.991             | 67.267 | 50,96 | 64.724 | 49,04 | 103,93                 |

Die rechte Tabelle gibt für die Jahre ab 2016 die durch die Zivilstandsbüros (Disdukcapil, indonesisch Dinas Kependudukan dan Pencatatan Sipil) veröffentlichten Fortschreibungsergebnisse zum Jahresende wieder.

### Aktuelle Daten der Bevölkerungsfortschreibung
Nachfolgende Tabelle gibt den Einwohnerstand nach Geschlecht zur Volkszählung 2020, zum Ende 2022 sowie zum Jahresende 2024 wieder. Beide letztere Daten resultieren aus den Ergebnissen der Fortschreibung durch die örtlichen Zivilstandsbüros (Disdukcapil, indonesisch Dinas Kependudukan dan Pencatatan Sipil).

| Kecamatan              | Volkszählungsergebnisse 2020 | Volkszählungsergebnisse 2020 | Volkszählungsergebnisse 2020 | Jahresendergebnis 2022 | Jahresendergebnis 2022 | Jahresendergebnis 2022 | Jahresendergebnis 2024 | Jahresendergebnis 2024 | Jahresendergebnis 2024 | Fläche (km²) | Dichte (Einw. / km²) | Sex Ratio (F*100 / M) |
| Kecamatan              | Insg.                        | männl.                       | weibl.                       | insg.                  | männl.                 | weibl.                 | Insg.                  | männl.                 | weibl.                 | Fläche (km²) | Dichte (Einw. / km²) | Sex Ratio (F*100 / M) |
| ---------------------- | ---------------------------- | ---------------------------- | ---------------------------- | ---------------------- | ---------------------- | ---------------------- | ---------------------- | ---------------------- | ---------------------- | ------------ | -------------------- | --------------------- |
| Atinggola              | 12.121                       | 6.198                        | 5.923                        | 12.412                 | 6.324                  | 6.088                  | 12.659                 | 6.452                  | 6.207                  | 276,61       | 45,77                | 103,95                |
| Kwandang               | 28.792                       | 14.530                       | 14.262                       | 29.211                 | 14.761                 | 14.450                 | 30.166                 | 15.214                 | 14.952                 | 196,19       | 153,76               | 101,75                |
| Anggrek                | 17.718                       | 9.287                        | 8.431                        | 17.546                 | 9.011                  | 8.535                  | 17.903                 | 9.192                  | 8.711                  | 150,68       | 118,82               | 105,52                |
| Sumalata               | 11.428                       | 5.886                        | 5.542                        | 11.761                 | 6.028                  | 5.733                  | 12.271                 | 6.312                  | 5.959                  | 298,35       | 41,13                | 105,92                |
| Tolinggula             | 10.687                       | 5.462                        | 5.225                        | 11.123                 | 5.652                  | 5.471                  | 11.426                 | 5.810                  | 5.616                  | 181,70       | 62,89                | 103,45                |
| Gentuma Raya           | 10.003                       | 5.102                        | 4.901                        | 10.264                 | 5.248                  | 5.016                  | 10.534                 | 5.405                  | 5.129                  | 92,70        | 113,64               | 105,38                |
| Tomilito               | 9.708                        | 4.967                        | 4.741                        | 9.855                  | 5.030                  | 4.825                  | 10.421                 | 5.329                  | 5.092                  | 95,37        | 109,27               | 104,65                |
| Ponelo Kepulauan       | 4.110                        | 2.066                        | 2.044                        | 4.178                  | 2.111                  | 2.067                  | 4.276                  | 2.182                  | 2.094                  | 7,26         | 589,06               | 104,20                |
| Monano                 | 7.117                        | 3.584                        | 3.533                        | 7.471                  | 3.751                  | 3.720                  | 7.906                  | 3.986                  | 3.920                  | 122,37       | 64,61                | 101,68                |
| Biau                   | 5.611                        | 2.841                        | 2.770                        | 5.867                  | 2.993                  | 2.874                  | 6.119                  | 3.120                  | 2.999                  | 124,15       | 49,29                | 104,03                |
| Sumalata Timur         | 7.662                        | 3.894                        | 3.768                        | 8.526                  | 4.391                  | 4.135                  | 8.310                  | 4.265                  | 4.045                  | 158,22       | 52,52                | 105,44                |
| Kab. Gorontalo Utara00 | 124.957                      | 63.817                       | 61.140                       | 128.214                | 65.300                 | 62.914                 | 131.991                | 67.267                 | 64.724                 | 1.703,59     | 77,48                | 103,93                |